# 五岭镇
五岭镇为湖南省宜章县下辖镇，2012年4月，由原沙坪乡和太平里乡成建制合并设立。新设时全镇辖21个行政村，总面积146.6平方公里，总人口3.57万人，镇政府驻桃子湾（原太平里乡驻地）。

## 行政区域
- 原沙坪乡撤销前行政区划代码为431022215；下辖樟桥村、坳背村、分水村、福禄岭村、坦山村、十二亩村、欧家洞村、沙坪里村、留军村、沿江村、铁坑村共计11个行政村。
- 原太平里乡撤销前行政区划代码为431022214；下辖小溪村、用口村、塘下村、老何山村、小水村、邓家湾村、浒口村、太平里村、饶田村、长坪村共计10行政村。

现辖：
小溪村、用口村、塘下村、老何山村、小水村、邓家湾村、浒口村、太平里村、饶田村和长坪村。

## 交通
- 京广铁路：太平里站